# اتفاق (فیلم ۲۰۰۱)
اتفاق (انگلیسی: Ittefaq) یک فیلم به کارگردانی سانجای کانا است که در سال ۲۰۰۱ منتشر شد. از بازیگران آن می‌توان به سونیل شتی اشاره کرد.